# Спонсиан
Спонсиан (на латински: Sponsianus) е римски военачалник и предполагаем узурпатор на императорската власт по времето на Филип I Араб или Галиен (253-68). Вероятно е бил на власт в Дакия за кратък период около 260 г. Познат е единствено от няколко златни монети, намерени в Трансилвания през 1713 г. На лицевата страна, до профила, на тях е изписано IMP(ERATORIS) SPONSIANI, докато другата страна, гербът, е фигура, използвана от доста по-отдавна, от времената на римската република. През 2022г. е публикуван подробен физико-химичен анализ на една от монетите, който потвърждава нейната древност. Специалистите нумизматици обаче продължават да са скептични относно автентичността и, заедно с историците, те подържат  съмнение в съществуването на този император. Името "Спонсиан" е засвидетелствано в античен надпис, но липсват  други сведения.
1. ↑  Christian Körner, Rebellions During the reign of Phillip the Arab (244-249 A.D.): Iotapianus, Pacatianus, Silbannacus, and Sponsianus, De Imperatoribus Romanis
2. ↑   David L Vagi, Coinage and History of the Roman Empire, c. 82 B.C.- A.D. 480, Fitzroy Dearborn, 2000 (ISBN 9781579583163), p. 331
3. ↑   {en} Jacquie Namugerwa, Ancient Coin Proves ‘Fake’ Roman Emperor was Real, Greek Reporter, Nov. 25, 2022
4. ↑  Alice Sharpless,  Is Sponsian real? Further Considerations, American Numismatic Society, [Dec. 2022]
5. ↑   CIL VI, 3959